# Tanzendes Haus
Das Tanzende Haus (tschechisch Tančící dům) ist der Spitzname eines 1996 verwirklichten Bürogebäudes in der tschechischen Hauptstadt Prag. Die Baupläne lieferte der in Zagreb geborene tschechische Architekt Vlado Milunić in Kooperation mit dem kanadischen Architekten Frank Gehry. Es steht direkt am Ufer der Moldau am Rašín-Kai, dem ursprünglichen Palacký-Kai, und dient als Bürogebäude für mehrere vorwiegend multinationale Firmen.

## Inspiration und Akzeptanz
Der damalige tschechische Präsident Václav Havel, der über Jahrzehnte in der Nähe des zunächst brach liegenden Grundstücks wohnte, unterstützte das Bauprojekt. Er erhoffte sich von dem als Kulturzentrum geplanten Gebäude neue kulturelle Aktivitäten.
Das Gebäude symbolisiert nach den Vorstellungen der Architekten einen rationalen Dialog zwischen einem totalitären, statisch vertikalen Konzept auf der einen Seite und einem dynamischen, im gesellschaftlichen Umbruch begriffenen auf der anderen. Zudem erinnert es an eine Tänzerin im gläsernen Faltenkleid, die sich grazil an den Herrn schmiegt. Aus diesem Grund wird es oft auch Ginger und Fred (nach Ginger Rogers und Fred Astaire) genannt.
Der dekonstruktivistische Bau führte bei seiner Fertigstellung im Juli 1996 zu einer leidenschaftlich geführten, hitzigen Diskussion, die inzwischen weitgehend abflaute. Die Kritiker sahen eine Zerstörung des Gesamtensembles der nahen Prager Altstadt, auch sei durch die Überbauung des Fußwegs eine Unfallquelle entstanden. Die Befürworter lobten die mutige moderne Architektur, wie sie Prag bisher kaum vorzuweisen hatte.

## Geschichte des Standorts
Am aktuellen Standort des tanzenden Hauses befand sich bis 1945 ein Wohnhaus, das amerikanische Bomber zerstört hatten. Nachdem die Trümmer beseitigt und die Fläche eingeebnet war, blieb es eine Brache. Milunić besprach mit Havel um das Jahr 1991 die Möglichkeit, hier ein Kulturzentrum zu errichten. Gedacht war daran, eine Bibliothek, ein Theater und ein Café unterzubringen, das in der Kulturlinie des Rudolfinum liegen sollte. Es fand sich jedoch kein Investor für diese Idee. Milunić wollte zunächst den französischen Architekten Jean Nouvel für eine Zusammenarbeit gewinnen, was ihm jedoch nicht gelang. Gehry fand die Idee jedoch gut und brachte seine Gestaltungsideen mit ein. Noch in der Projektphase erwarb die niederländische Versicherungsgesellschaft Nationale Nederlanden (Nationale Nederlanden Real estate) den Grund und Boden und finanzierte den Bau. Der Grundstein wurde am 3. September 1994 gelegt.

## Architektur
Aufgrund des Standortes am Ufer der Moldau und unmittelbar neben einer Brücke wählten die Bauplaner eine Betonplatte, die auf vielen in den Boden getriebenen Betonpfählen ruht. 99 gebogene speziell gefertigte Fassadenelemente bilden die Bauwerksverkleidung. Die mehr statische Seite des Bauwerks (das den Mann symbolisiert) trägt an der Turmspitze den mittels beschichteter Edelstahlgeweberöhren geformten Kopf der Medusa.
Das Gebäude ist neun Etagen hoch, die beiden Teile sind vertikal getrennt und auf den einzelnen Ebenen nicht miteinander verbunden. Die Stützen im Erdgeschoss reichen über den Fußweg hinaus bis an die Straßenkanten. Sechs Etagen sind als Büroräume vermietet, in der obersten Etage gibt es ein französisches Restaurant mit einer Fläche von 679 Quadratmetern. Erd- und Untergeschoss sind als Konferenzräume mit einer Gesamtfläche von 400 Quadratmetern nutzbar.
Im Jahr 1997 zeichnete die amerikanische Zeitschrift The Time das Gebäude mit ihrem Designpreis aus. Es gehört gemäß einer Umfrage zu den 5 besten Gebäuden der letzten 90 Jahre in Tschechien.